# Hemiceras canosparsa
Hemiceras canosparsa är en fjärilsart som beskrevs av Walker 1865. Hemiceras canosparsa ingår i släktet Hemiceras och familjen tandspinnare. Inga underarter finns listade i Catalogue of Life.